# 2012 TE324
2012 TE324 est un objet transneptunien de la famille des cubewanos. 

## Caractéristiques
2012 TE324 mesure environ 220 km de diamètre.